# Divéky Adorján
Divéky Adorján (Alsókubin, 1880. augusztus 17. – Budapest, 1965. május 25.) történész, egyetemi tanár, az MTA levelező tagja, a Varsói Magyar Intézet igazgatója.

## Élete
A Divéky család 1760-ban került Árva megyébe megyébe s telepedett le Podvilken.
Egyetemi tanulmányait Budapesten végezte. 1906-ban bölcsész doktorátust nyert és gimnáziumi tanár lett. Pályája elején Szepes-, Liptó- és Árva megyei gimnáziumi tanár volt.
1909–1911 között a krakkói egyetemen történelmi előadásokat hallgatott. 1917-ben Varsóba került, az ottani levéltárak magyar vonatkozású anyagait kutatta. Ezekben az években előbb a Varsói Egyetem magyar nyelvi lektora, majd 1929-ig a magyar történelem előadója volt. 1921-ben a budapesti egyetemen magántanári képesítést nyert.
1920-ban az első világháború után megalakuló csehszlovák állam és Lengyelország között vita folyt Felső-Árva területi hovatartozásáról. Abban, hogy a Szepesség és Árva magyarlakta északi területei ne Csehszlovákiához, hanem Lengyelországhoz kerüljenek, aktív diplomáciai-politikai szerepe volt.
1930-ban a Magyar Tudományos Akadémia levelező, 1937-ben a Lengyel Tudományos Akadémia külső tagjának választották. A vilnai Báthory István Egyetem honoris causa doktora volt. 1934-től a varsói Magyar Kulturális Intézet igazgatói tisztségét töltötte be. A két világháború között gyűjtött – korábban az Intézet könyvtárának részét képező - könyveket jelenleg a Varsói Egyetem Magyar Filológiai Tanszéke őrzi.Tagja volt a lengyel–magyar kapcsolatok ápolását célul tűző, elsősorban irodalommal foglalkozó Magyar Mickiewicz Társaságnak, és a Magyar–Lengyel Egyesületnek.
1939-1950 között – nyugalomba vonulásáig – a Debreceni Egyetem tanára volt, ahol kelet-európai történelmet oktatott, 1945 után azonban brutálisan háttérbe szorították.
Munkássága nagyrészt a XIX. századi lengyel-magyar kapcsolatokat érinti, de több tanulmánya és közleménye jelent meg a XVI. század lengyel históriájáról, művelődéstörténetéről is. 1945 után 1848-as lengyel emlékiratokat fordított és Krakkó reneszánsz kori magyar emlékeit gyűjtötte. Tanulmányai közül számos lengyel nyelven jelent meg.

## Munkái
- Felső-Magyarország kereskedelmi összeköttetése Lengyelországgal főleg a XVI-XVII. században (Budapest, 1905.)
- Zsigmond lengyel herceg budai számadásai 1500-1502 (Budapest, 1914.)
- Szepességi tanulók a krakkói egyetemen (1400-1550) (Közlemények Szepes Vármegye Múltjából, 1919.)
- Magyarok és lengyelek a XIX. században (Varsó, 1919.)
- A Lengyelországnak elzálogosított XVI szepesi város visszacsatolása 1770-ben (Budapest, 1929.)
- Az Arany Bulla és a jeruzsálemi királyság alkotmánya (Budapest, 1932.)
- A magyar-lengyel érintkezések történelmi tanulságai (Budapest, 1937)
- Az Arany Bulla hatása a lengyel jogra (Budapest, 1942.)

## Emlékezete
1999 óta a varsói Magyar Kulturális Intézet pártfogásával róla elnevezett hétvégi magyar iskola működik. Az iskolában kéthetente tartanak foglalkozásokat a lengyel-magyar vegyes házasságból származó és az átmenetileg Varsóban élő magyarországi családok, kiküldöttek gyermekei számára.